# Cantó de Chastél Ponçac
El cantó de Chastél Ponçac és un cantó francès del departament de l'Alta Viena, situat al districte de Belac. Té 5 municipis i el cap és Chastél Ponçac.

## Municipis
- Baladent
- Chastél Ponçac
- Rancom
- Sent Amand Manhasés
- Sent Sòrnin

## Història
| Data d'elecció                           | Identitat         | Partit           | Qualitat |
| ---------------------------------------- | ----------------- | ---------------- | -------- |
| 1967-1992                                | Marcel Mocoeur    | SFIO, després PS |          |
| 1992-                                    | Gérard Lamardelle | PS               |          |
| les dades anteriors no són pas conegudes |                   |                  |          |
|                                          |                   |                  |          |

## Demografia
| 1962  | 1968  | 1975  | 1982  | 1990  | 1999  | 2006 |
| ----- | ----- | ----- | ----- | ----- | ----- | ---- |
| 5.186 | 5.631 | 5.250 | 4.805 | 4.305 | 4.041 | 4092 |